# Монрой, Айтор
Айтор Монрой Руэда (исп. Aitor Monroy Rueda; 18 октября 1987, Мадрид, Испания) — испанский футболист, полузащитник клуба «Алькала».

## Карьера
С десяти лет Айтор Монрой тренировался в клубе «Алькала», в 2005 году футболист подписал контракт с мадридским «Атлетико», практически пять сезонов Монрой отыграл за третью и вторую команды клуба. В 2009 году испанец подписал контракт с командой третьего испанского дивизиона — «Логроньес». В 2011 году Айтор уехал в Румынию, за «Чахлэул» из города Пьятра-Нямц он провёл три сезона, а в 2014 году перешёл в ЧФР из города Клуж-Напока. В феврале 2015 года Айтор подписал контракт с тираспольским «Шерифом». 24 мая 2015 года выиграл с командой Кубок Молдавии 2014/15. 19 июня стало известно, что он покинул состав команды, в общей сложности за «Шериф» Монрой провёл 16 игр, 11 из которых в Национальном дивизионе.

## Достижения
«Шериф»
- Бронзовый призёр чемпионата Молдавии: 2014/15
- Обладатель Кубка Молдавии: 2014/15